# Imperium (virologie)
Het imperium (Engels: Realm) is de hoogste taxonomische rang voor virussen. Deze rang werd vastgesteld door het ICTV, een internationale samenwerking van virologen die virustaxonomie overziet. In 2020 erkende het ICTV vier imperia op basis van specifieke, sterk geconserveerde eigenschappen: Duplodnaviria, waartoe alle dubbelstrengs-DNA virussen met een HK97-capside behoren; Monodnaviria, dat alle enkelstrengs-DNA virussen omvat; Riboviria, dat alle RNA-virussen omvat die coderen voor RNA-afhankelijke RNA-polymerase en alle virussen die coderen voor reverse transcriptase; en Varidnaviria, waartoe alle dsDNA-virussen die capside-eiwit hebben met een jelly roll-structuur.
Het imperium is te vergelijken met het domein dat gebruikt wordt voor indeling van cellulair leven, maar verschilt ervan doordat imperia geen gemeenschappelijke voorouder hebben en geen fundamentele biologische processen delen. Een imperium groepeert virussen op basis van specifieke eigenschappen die in de loop van de evolutie behouden zijn, maar ook meerdere keren zouden kunnen zijn ontstaan. Hoewel het in het verleden onmogelijk leek om vroege evolutionaire relaties tussen virussen met zekerheid vast te stellen, hebben sterke vooruitgangen in technieken als metagenomica en cryo-elektronenmicroscopie ervoor gezorgd dat ook hoge virustaxa een plaats konden krijgen in de inclusieve virustaxonomie.

## Imperia

### Duplodnaviria

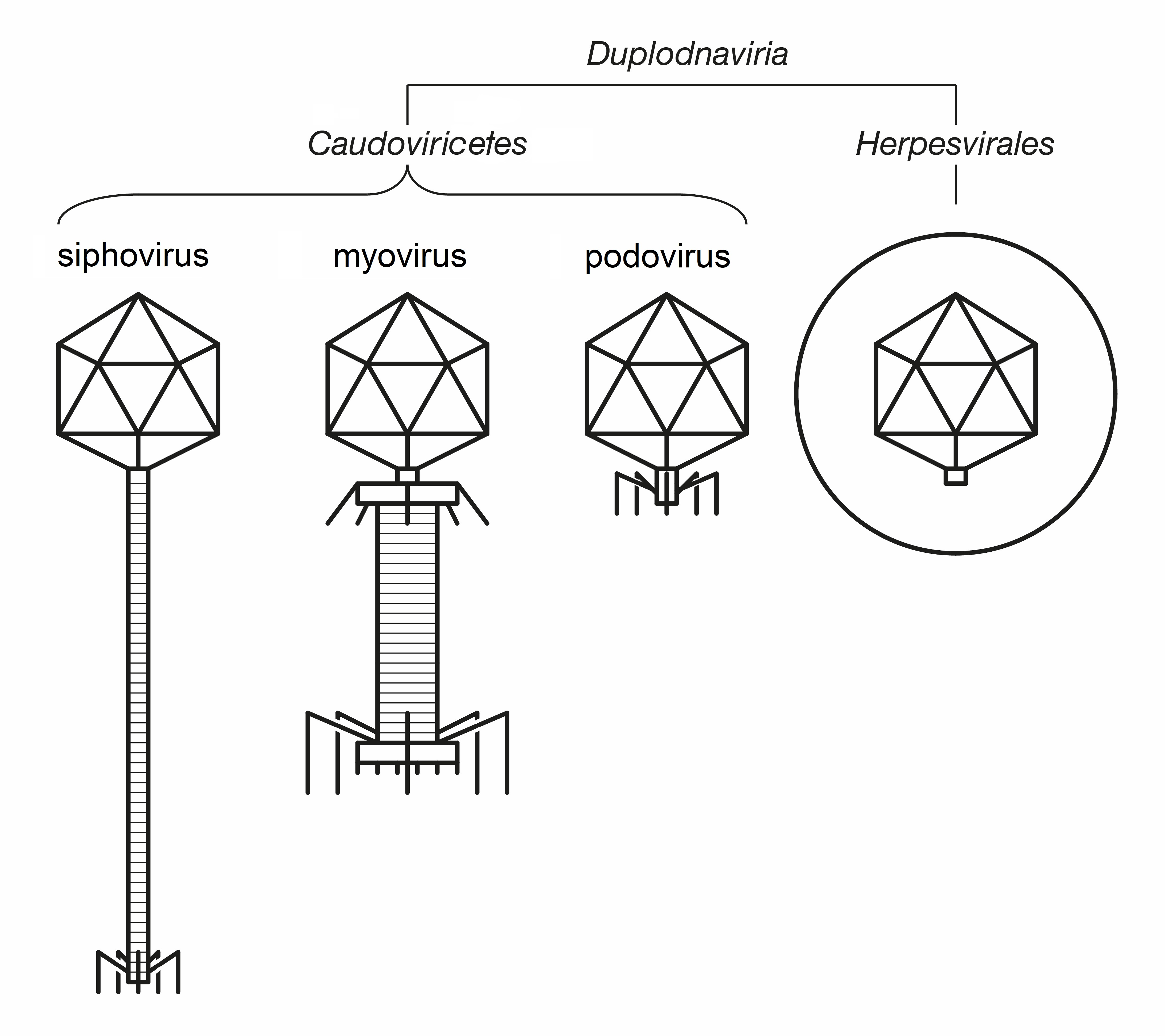
Illustraties van Duplodnaviria

Duplodnaviria omvat dubbelstrengse DNA-virussen die coderen voor een capside-eiwit waarin een HK97-vouwingsstructuur zit. Andere gemeenschappelijke kenmerken met betrekking tot de capside, zijn de icosaëdrische symmetrie en het speciale terminase-enzym dat het virale DNA in de capside verpakt. Bacteriofagen in dit imperium (bv. Caudovirales) zijn wereldwijd alomtegenwoordig, met name in zee, en zijn onderwerp van veel onderzoek.

### Monodnaviria
Monodnaviria omvat enkelstrengse DNA-virussen die coderen voor een endonuclease uit de HUH-superfamilie. Alle andere virussen die van dergelijke virussen afstammen worden ook tot dit imperium gerekend. De prototypische vertegenwoordigers hebben circulaire ssDNA-genomen. Virussen uit dit imperium worden in verband gebracht met uiteenlopende ziekten, waaronder papillomavirussen die kankers veroorzaken.

### Riboviria
Riboviria omvat alle RNA-virussen die coderen voor RNA-afhankelijke RNA-polymerase (RdRp). Ook alle virussen die coderen voor een reverse-transcriptase (retrovirussen), worden in dit imperium ondergebracht. Deze enzymen zijn essentieel in de virale replicatiecyclus. Tot de Riboviria behoren voornamelijk virussen die eukaryoten infecteren, waaronder dieren en planten. Bekende virusziekten worden door deze virussen veroorzaakt, zoals influenzavirussen, hiv, coronavirussen, het ebolavirus en rabiësvirus, evenals het eerste virus dat werd ontdekt, het tabaksmozaïekvirus. 

### Varidnaviria

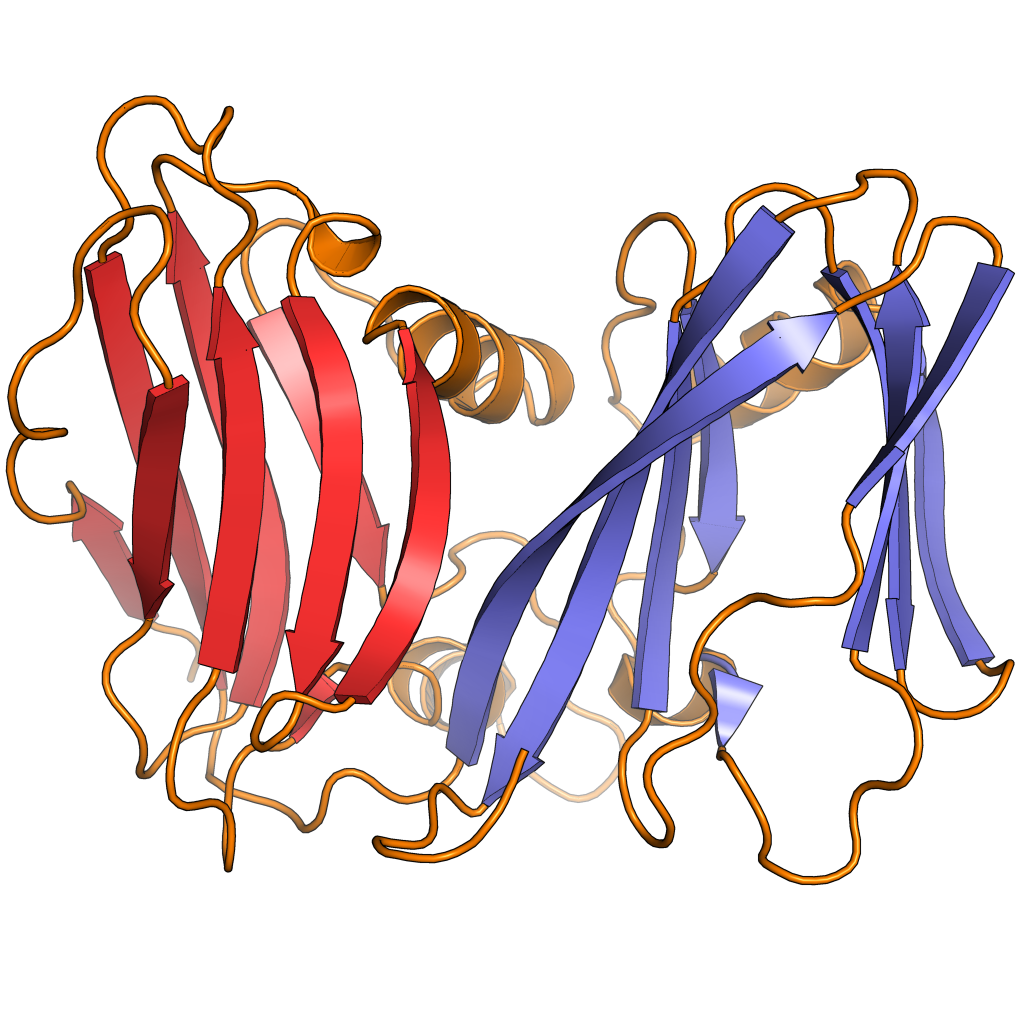
Twee jelly roll-structuren, kenmerkend voor Varidnaviria

Varidnaviria omvat verschillende DNA-virussen die coderen voor capside-eiwitten waarin zogenaamde jelly roll-structuur voorkomt (een speciale vouwingsstructuur). Andere gemeenschappelijke kenmerken zijn de structuur van het kleine capside-eiwit, een ATPase die het virale genoom in de capside verpakt en een karakteristiek DNA-polymerase.
Varidnaviria is een zeer diverse groep virussen. In zee levende virussen binnen dit imperium zijn wereldwijd alomtegenwoordig en spelen, net als andere bacteriofagen, een belangrijke rol in de mariene ecologie. De meeste geïdentificeerde eukaryote DNA-virussen behoren tot dit imperium. Vermeldenswaardige ziekteverwekkende virussen in Varidnaviria zijn onder meer adenovirussen en pokkenvirussen. Ook reuzenvirussen behoren tot deze groep. 